# Вікно в Париж
«Вікно в Париж» (рос. Окно в Париж; фр. Salades russes) — двосерійний комедійний фільм-фантасмагорія режисера Юрія Мамина. Картина зайняла 8-е місце в списку 100 головних російських фільмів за версією журналу «Афіша» .

## Сюжет
Викладач музики Микола Чижов волею випадку поселяється в петербурзькій комуналці, де живе робітник із фабрики музичних інструментів Горохов з родиною. Під час вечірки з нагоди новосілля Чижов і його гості виявляють в кімнаті таємниче зниклої бабусі-сусідки заставлене шафою вікно. Вікно веде на дах, з якої дослідники спускаються на вулицю, будучи в повній упевненості, що це вулиця рідного Петербурга, заходять в бар, прийнявши його за валютний, де вимінюють собі пиво за ювілейні монети. Гості їдуть на таксі, а Горохов і Чижов повертаються додому. Як з'ясовується на наступний день, це непросте вікно: раз в декілька десятків років воно відкривається в Париж на невеликий час (у фільмі є дати: 12.05.1912 - 27.06.1912; 17.03.1932 - 23.03.1932; 1.07.1962 - 3.07. 1962; 8.05.1992 - 10.06.1992; 5.09.2012 - 18.09.2012; 10.01.2022 - 13.02.2022). Про це розповіла іншим мешканцям «на допиті з пристрастю» захоплена зненацька стара, яка повернулася в свою кімнату за зниклим котом.
Розуміючи, що час перебування в Парижі дуже обмежене, Горохов із сім'єю починають вести комерційну діяльність з метою заробити побільше валюти (торгівля сувенірами, гра на шарманці і просте злодійство, аж до протягування через «вікно» машини Citroën 2CV); в процесі вони стикаються з французькими вуличними шарманщиками, але примудряються заманити їх в Петербург, де ті потрапляють в міліцію. Товариші по чарці мешканців комуналки, які виїхали в таксі, загубилися, але один з них, колишній партійний функціонер, здогадується звернутися до Французької комуністичної партії під виглядом делегації з Росії, і французькі комуністи оплачують багатоденний рахунок за таксі - 8500 франків.
Паралельно розвивається любовна історія взаємин головного героя фільму і парижанки, чия квартира має вихід на той ж дах, що і «вікно». Бажаючи позбутися від бурхливих протестів з приводу хамського вторгнення в її життя, француженку заманюють через вікно в Петербург, де, зіткнувшись з російською дійсністю 1990-х років, вона ледь не божеволіє, потрапляє в камеру попереднього ув'язнення в міліції, вибратися з якої їй допомагає головний герой.
Через те, що вантажники безцеремонно розвантажили куплені ліцеєм комп'ютери у нього в класі прямо під час уроку, Микола влаштував скандал. На педраді директор і завуч переконують його у вторинності музичного та естетичного спрямування для учнів. Микола з цим не погоджується, відмовляється миритися, і його звільняють. Через свого давнього знайомого, який живе в Парижі, Микола намагається знайти собі роботу, але йому не подобається грати твори Моцарта в нудистському клубі, причому без штанів. Розчарований, Микола вирішує показати Париж дітям - своїм учням, які вже влаштували страйк з приводу звільнення улюбленого вчителя. Дітям місто дуже сподобався, вони намагаються заробляти вуличними танцями і, дізнавшись про те, що вікно скоро закривається, не хочуть повертатися, але Миколі вдається їх переконати. Коли ж приходить час повертатися, герої на кілька хвилин запізнюються до закриття вікна, але їм вдається дістатися до Петербурга, викравши літак в аеропорту Шарль-де-Голль.
Через кілька місяців після закриття вікна Чижов бачить на вулиці Петербурга кота старої і вистежує його до тріщини в стіні. Негайно з'являється Горохов і починає ламати стіну відбійним молотком, сподіваючись розчистити ще одне вікно в Париж.

## У ролях
- Сергій Донцов (Дрейден) - Микола Миколайович Чижов
- Аньєс Сораль - Ніколь
- Віктор Михайлов - Микола Горохов
- Ніна Усатова - Вєрка, дружина Горохова
- Наталія Іпатова - дочка Горохова
- Кіра Крейліс-Петрова - теща Горохова
- Андрій Ургант - Гуляєв
- Віктор Гоголєв - Кузьмич
- Олена Драпеко - завуч бізнес-ліцею
- Валентин Букін - директор бізнес-ліцею
- Сергій Лабирін - лейтенант у відділенні міліції
- Анатолій Сливников - майор у відділенні міліції
- Олег Бєлов - начальник відділення міліції
- Тамара Тимофєєва - стара - Марія Олегівна
- Варвара Шабаліна - жінка з «поштовху»
- Анатолій Рудаков - завгосп
- Володимир Каліш - Іванов - працівник обкому партії
- Олексій Залівалов - Петров, трубач
- Олексій Козодаєв - Сидоров
- В'ячеслав Васильєв - французький комуніст
- Жан Рюпер[fr]  - мсьє Прево
- Малка Рибовська[fr]  - дама в чорному
- Бернар Кассюс-Суланіс (Bernard Cassus-Soulanis) - агент будівельної фірми
- Анатолій Шведерський - диригент
- Юрій Тарасов - хлопчисько-оратор, учень Чижова (в інших ролях учнів «Бізнес-ліцею» - колектив театру-студії «Форте» під керівництвом Тетяни Голодович, педагог Максим Демченко)
- Бубєнчиков Ігор - помічник завуча бізнес-ліцею

## Саундтрек
У сценах, коли Чижов, подібно, Гаммельнському щуролову, грою на флейті захоплює за собою дітей, в перекладенні для флейти і банджо звучить тема другої частини Кончерто гроссо фа мажор Генделя (оп. 6 № 2 HWV 320)

## Нагороди
- 1993 - Конкурс професійних премій к / с «Ленфільм» і Ленінградського відділення СК (Премія кінопреси Санкт-Петербурга за кращий фільм року)
- 1993 - ОКФ «Кіношок» в Анапі (Приз за кращу режисуру)
- 1993 - Фестиваль сатири і гумору в Санкт-Петербурзі (Приз « Золотий Остап »)
- 1994 - 44-й МКФ в Берліні (Приз газети Junge Welt )
- 1994 - Премія «Золотий Овен» (За кращу кінокомедію)
- 1995 - Приз Московського міжнародного фонду сприяння ЮНЕСКО. На 2-му Міжнародному кінофорумі в м. Суздалі ( «Номінація: Кіноманіфест»)

## «Вікно в Париж - 2»
За заявою Ю. Мамина, зробленому в 2014 році, передбачалося продовження фільму, але через відмову в отриманні державного фінансування режисерові довелося збирати кошти на зйомки шляхом краудфандінга .